# صلاح الغيدان
صلاح بن طالع بن ناصر الغيدان  (8 أبريل 1981) صحفي ومذيع سعودي، قدم برنامج (النقطة العمياء) وبرنامج الشارع السعودي على قناة السعودية، وقدّم قبلها العديد من البرامج منها: برنامج 99 على قناة الرياضية السعودية، وبرنامج (الرئيس) على قناة لاين سبورت.

## التعليم والعمل
- حاصل على البكالوريوس في اللغة العربية من جامعة الملك سعود عام 1424هـ / 1425هـ.[3]
- حصل على دبلوم عالي تخصص فنّ الإلقاء والمقابلة - قسم الإعلام - من جامعة الملك سعود عام 1426هـ.
- ماجستير وظيفي في الدراسات الدبلوماسية من وزارة الخارجية السعودية - المعهد الدبلوماسي - .
- مذيع برامج اجتماعية حواريّة بالتلفزيون السعودي - القناة الرياضية التحق بالقناة السعودية الرياضية منذ انطلاقتها في تاريخ 14/ 7/ 1423هـ.
- ويعمل كمُعدّ برامج، ثمّ عمل في قسم العلاقات العامة إلى جانب الإعداد لمدة سنتان ونصف تقريباً، حتى تاريخ 23/ 11/ 1425هـ.
- عمل مديراً لإدارة العلاقات العامّة في القناة الرياضية لمدّة سنة.
- شارك في إعداد وتقديم التقارير الميدانيّة لمدّة سنة حتى 15/ 11/ 1426هـ. ومقدماً للبرامج الحواريّة المباشرة، ونشرات الأخبار.
- عمل في قناة لاين سبورت مقدماً لبرنامج الرئيس.

## البرامج
أهم البرامج التي قام بإعدادها:
1. برنامج شباب
2. برنامج ساعة مع صلاح الغيدان
3. برنامج مكون من جزأين عن الملك عبد الله بن عبد العزيز
4. إعداد وتقديم برنامج 99 على القناة السعودية.
5. برنامج الرئيس. على قناة لاين سبورت.
6. برنامج الله يعطيك خيرها.
7. برنامج (النقطة العمياء) على القناة السعودية. وهو برنامج حواري بدأ عرضه في 5 يناير 2023.[4]
8. قدّم الموسم الرابع برنامج (الشارع السعودي) على القناة السعودية، وبدأ عرضه في أكتوبر 2023م.[5]

## الألقاب
- حصل على الترتيب الخامس لأفضل مذيع تلفزيوني لعام 2007 (حسب ترشيحات صحيفة الرياض الإلكتروني).[6]
- برنامج 99 حاز على أفضل برنامج تلفزيوني لعام 2007.[6]
- أفضل مذيع لعام 2007 وفق رصد قسم الفن في جريدة «الجزيرة».[7]
- برنامج 99 أفضل برنامج تلفزيوني في التلفزيون السعودي لعام 2008 بحسب دراسة بحثية موسعة قامت بها جامعة الملك سعود على مستوى المملكة.[8]